# Демешковка
Демешковка (бел. Дзямешкаўка) — деревня в Березинском районе Минской области Белоруссии. Входит в состав Березинского сельсовета.

## География
Деревня находится в восточной части Минской области, к западу от реки Уши, при автодороге Н-8004, на расстоянии приблизительно 20 километров (по прямой) к северо-западу от города Березино, административного центра района. Абсолютная высота — 162 метра над уровнем моря. Площадь населённого пункта — 0,0193 км².

## История
В 1897 году входила в состав Игуменского уезда Минской губернии, насчитывалось 9 дворов и 76 жителей.
По состоянию на 1909 год, в Демешковке имелось 14 дворов и проживало 113 человек. В административном отношении деревня входила в состав Беличанской волости.
В 1931 году, в ходе проведения коллективизации, был образован колхоз имени Урицкого.
До 28 мая 2013 года деревня входила в состав Ушанского сельсовета.

## Население
По данным переписи 2019 года, в деревне проживало 3 человека.
| Год  | Население, человек |
| ---- | ------------------ |
| 1897 | 76                 |
| 1909 | ↗ 113              |
| 1917 | ↗ 158              |
| 1926 | ↘ 137              |
| 1960 | ↘ 52               |
| 2003 | ↘ 5                |
| 2008 | 5                  |
| 2009 | ↘ 2                |
| 2019 | ↗ 3                |